# Bo Derek
Mary Cathleen Collins (Long Beach, California, 20 de noviembre de 1956), conocida como Bo Derek, es una actriz de cine y exmodelo estadounidense. 

## Biografía y carrera
Es de ascendencia irlandesa, alemana, holandesa y galesa. Tiene dos hermanas y un hermano. Su padre era un ejecutivo de la empresa Hobie Cat, constructora de pequeñas embarcaciones de tipo catamarán; y su madre era maquilladora y peluquera de la actriz Ann-Margret. El matrimonio se divorció y la madre contrajo nuevas nupcias con un especialista de cine, Bobby Bass, que doblaba a actores en escenas de riesgo.

### Descubierta por John Derek
Bo empezó a trabajar como modelo en la adolescencia, y en una audición en Hollywood conoció al director John Derek, treinta años mayor. Ella apenas tenía 16 años, y para evitar problemas legales la pareja residió por un tiempo en Alemania. Coincidiendo con su estancia en Europa rodaron su primera película juntos. Poco después de cumplir Bo la mayoría de edad, regresaron a Estados Unidos y se casaron en 1976, en Las Vegas. Seguirían juntos hasta que él falleció en 1998.
La carrera de Bo Derek en el cine fue encauzada por su marido y explotó más su atractivo físico que su talento. Elevada a categoría de sex symbol, Bo era sin embargo criticada por sus actuaciones, y buena prueba de ello es que ganó tres veces el infausto premio Golden Raspberry o Razzie (el anti-Óscar) como peor actriz, y fue nominada a otro como peor actriz del siglo.
El debut de Bo en el cine fue en 1974, cuando participó en una película erótica rodada en Miconos bajo dirección de John Derek: Fantasies (Helena, la isla del amor), filme que generó cierta controversia en su época pues Bo lo había rodado siendo menor de edad. No pudo distribuirse hasta 1981, y ello gracias al súbito despegue de Bo como icono erótico. La joven actriz figuraba acreditada en este primer filme con el nombre de Kathleen Collins.
En 1977 participó con un papel secundario en la taquillera Orca, la ballena asesina, producción de Dino de Laurentiis que seguía la estela del éxito mundial Tiburón de Steven Spielberg. Fue un largometraje protagonizado por Richard Harris y Charlotte Rampling. Anteriormente Bo se había presentado al casting del remake de King Kong de 1976, igualmente producido por De Laurentiis, pero el papel lo ganó finalmente Jessica Lange, quien saltó a la fama gracias a este filme a pesar de su dispar acogida (éxito comercial y malas críticas).

### Sex symbolmundial con10
La exitosa comedia 10, la mujer perfecta, protagonizada por Dudley Moore y Julie Andrews, fue seguramente el mejor trabajo de Bo Derek: le valió una nominación a los Globos de Oro, además de un inmediato estatus de sex symbol. Pero por desgracia, sus siguientes trabajos no gozarían de mucho reconocimiento por su escasa calidad.
Participó en A Change of Seasons (1980), filme similar en argumento a 10, que no obtuvo el éxito esperado a pesar de contar con dos protagonistas reconocidos, Shirley MacLaine y Anthony Hopkins.

### Malas críticas
En 1981 recuperó la popularidad con otra película dirigida su marido: Tarzán el hombre mono, con el musculoso Miles O'Keeffe y la participación de Richard Harris y John Phillip Law. Fue una producción en clave de comedia erótica que triunfó en taquilla, al multiplicar por seis el dinero que costó, si bien cosechó malas críticas y un premio Golden Raspberry para la actriz.
En 1984 Bo trabajó nuevamente con su marido John Derek en otra producción picante que explotaba su belleza: Bolero, parcialmente rodada en España con George Kennedy, Olivia d'Abo y las actrices españolas Ana Obregón y Mirta Miller. El papel de galán (encarnando a un torero corneado en la entrepierna) recayó en el italiano Andrea Occhipinti. A pesar de las malas críticas (segundo Razzie para Bo) la película tuvo un buen debut en taquilla: alcanzó la tercera posición de recaudación en su estreno en Estados Unidos, por encima de la película musical Purple Rain de Prince y muy cerca de Los cazafantasmas. Por desgracia la afluencia de público decayó rápidamente, y en recaudación global el filme apenas cubrió costes. 
En 1989 los Derek estrenaron su siguiente comedia erótica, igualmente dirigida por John y protagonizada por Bo: Ghosts Can't Do It (Los fantasmas no pueden hacerlo), con estrellas veteranas como Anthony Quinn, Don Murray y Julie Newmar. Supuso para la actriz su tercer premio Razzie.
A partir de entonces, la actividad de Bo Derek en cine y televisión empezó a disminuir, en buena medida debido a los problemas de salud de su marido, quien a fin de cuentas era su principal apoyo en la profesión. A pesar de todo, grabó dos telefilmes, Hot Chocolate (1992) y Shattered Image (1994), y regresó al cine en 1994 con Woman of Desire, película dirigida por Robert Ginty que fue clasificada R en Estados Unidos por su contenido erótico; aquí tuvo por compañeros de reparto al legendario Robert Mitchum y a Jeff Fahey y Steven Bauer. A pesar del llamativo elenco, esta producción tuvo escasa promoción y en paralelo a su reducido estreno en cines, salió a la venta en formato VHS.

### Últimos trabajos en cine y TV

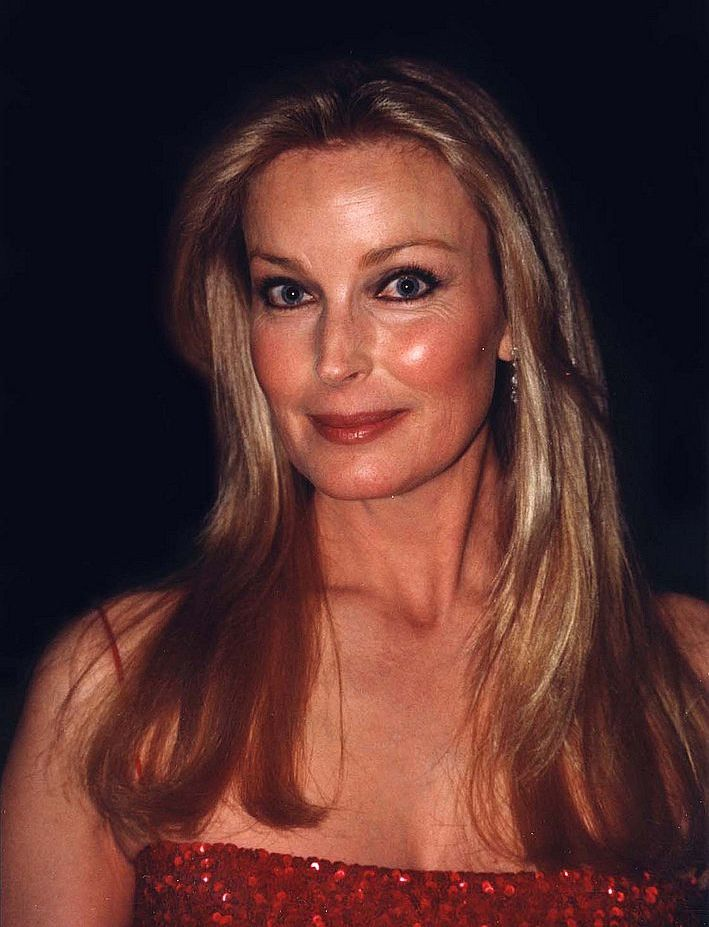
Bo Derek, 1998.

Aunque Bo Derek empezó a espaciar sus trabajos en el cine, tuvo un papel en la exitosa película de comedia Tommy Boy (1995) protagonizada por Chris Farley y David Spade, entonces muy populares por sus apariciones en el show de televisión Saturday Night Live. Por este trabajo Bo fue nuevamente nominada a un premio Razzie, pero la derrotó Madonna por su criticada actuación en Four Rooms.
Tras el fallecimiento de su marido John Derek en 1998, Bo aumentó sus apariciones en televisión (intervino en seis programas distintos en pocos años) y reapareció en el cine en 2000 con el filme de intriga Frozen in Fear, junto a Stephen Shellen y Wayne Rogers. En 2003 tuvo un papel en la comedia taquillera Malibu's Most Wanted, encarnando a la madre del joven protagonista; el papel de padre (y marido de ella) lo hizo Ryan O'Neal. Ya en 2006, Bo participó en cuarenta episodios de la serie de televisión Fashion House, junto a Morgan Fairchild, y en 2015 volvió a ponerse de actualidad en el cine por su papel en Sharknado 3 Oh Hell No!, donde coincidió con figuras tan populares como Ian Ziering y David Hasselhoff.

### Otros trabajos
Derek posó varias veces desnuda para la revista Playboy (la primera vez en 1980, en fotos realizadas por su marido John) y en 2004 fue parte del jurado de Miss Universo.

## Vida privada
Es una republicana conservadora que apoyó a George W. Bush.
Vive en un rancho en el valle de Santa Ynez en California, Estados Unidos, junto a su hermana, el marido de esta, y sus dos hijos. Desde 2002 se la relaciona sentimentalmente con el actor John Corbett.
Derek es una gran fan de la equitación y la Fórmula 1.

## Filmografía

### Cine y televisión
- 1977: Orca, la ballena asesina
- 1979: 10
- 1980: A Change of Seasons
- 1981: Tarzán, el hombre mono
- 1981: Fantasies
- 1984: Bolero
- 1990: Ghosts Can't Do It
- 1992: Hot Chocolate
- 1993: Woman of Desire
- 1994: Shattered Image (TV)
- 1995: Tommy Boy
- 2000: Murder at the Cannes Film Festival (TV)
- 2000: Horror 101
- 2000: Frozen With Fear (TV)
- 2001: Sunstorm (TV)
- 2001: Life In The Balance
- 2002: The Master of Disguise
- 2002: Kentucky (TV)
- 2003: Malibu's Most Wanted
- 2004: Crusader (TV)
- 2012: Chuck: Chuck vs Bo (TV)
- 2016: Sharknado 3: Oh Hell No! (TV)
- 2023: Mask Singer Spain (TV)